# Turismo in Rajasthan

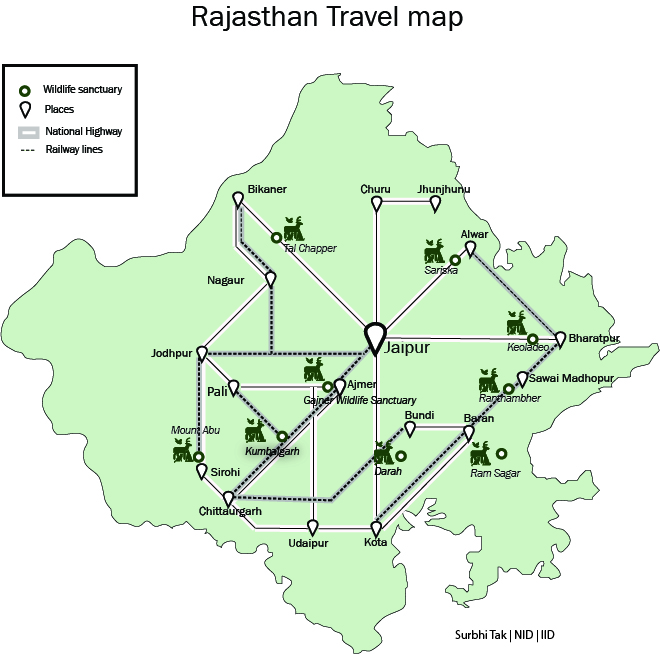
Mappa schematica delle maggiori mete turistiche in Rajasthan.

Il turismo in Rajasthan rappresenta una delle maggiori fonti di reddito dello stato federato dell'India, essendo una delle più popolari mete per le visite sia nazionali sia straniere; il Rajasthan attrae i turisti per le sue fortezze storiche, i palazzi, l'arte e la cultura. Un terzo dei turisti internazionali in viaggio in India attraversa anche in Rajasthan, in quanto Jaipur (assieme a Delhi ed Agra (India)) fa parte del cosiddetto "Triangolo d'Oro" turistico.
Dotato di vaste e variegate bellezze naturali e d'una grande storia, il Rajasthan ha un'industria turistica assai fiorente. I palazzi di Jaipur, i laghi di Udaipur (Rajasthan) e le fortezze nel deserto di Jodhpur, Bikaner e Jaisalmer sono tra le mete preferite di molti turisti, indiani e stranieri. Il turismo rappresenta l'otto per cento del prodotto interno dello Stato e dà occupazione ad ampi strati della popolazione. Molti antichi palazzi e fortezze per molto tempo rimasti trascurati sono stati trasformati in hotel di lusso.

## Attrazioni turistiche popolari

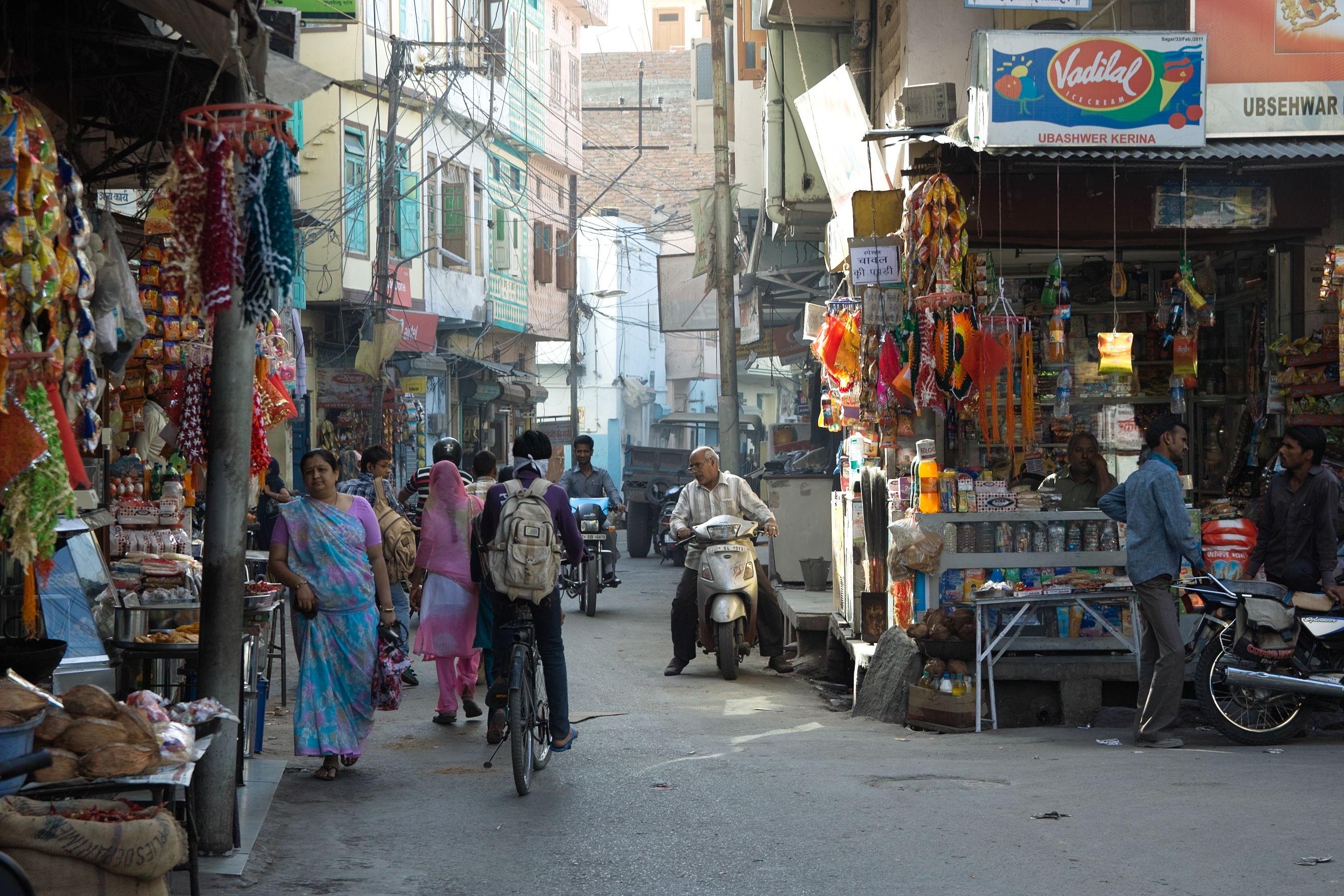
Mercato a Udaipur (Rajasthan).

- Ahore - Situata a 110 km da Jodhpur. La cittadina è famosa per il festival di Holi, i templi e le Haveli dalla famiglia Jagirda, attualmente utilizzate come strutture alberghiere.
- Ajmer - Popolare per il santuario del sufismo dedicato a Saikhllnt Khwaja Moinuddin Chishti.
- Barmer - Barmer e dintorni offrono una perfetta immagine dei tipici villaggi del Rajasthan.
- Bilara - Situata nel distretto di Jodhpur è famosa per il tempio dedicato a Shri Aai Mata, il grande "Palazzo di Bilara" e molte altre attrazioni.
- Bikaner - Famosa per le sue haveli, i palazzi e i templi.
- Bundi - Popolare per le sue fortezze, i palazzi e gli "stepwell" (un pozzo a gradini usato come serbatoio per l'acqua e noto come baoris).
- Jaipur - Conosciuta come la città rosa dell'India e per essere la capitale del Rajasthan, famosa per i palazzi e i templi.
- Jaisalmer - Famosa per le sue fortezza dorate, le havelis e alcuni dei più antichi templi del giainismo e biblioteche.
- Distretto di Jhalawar - Le grotte buddiste di Binnayaga, di Hathiagor e di Kolvi (queste ultime scavate direttamente sulla collina rocciosa) sono popolari siti di architettura medievale dell'India.
- Jodhpur - Città-fortezza posizionata ai bordi del gran deserto del Thar, famosa per le sue case blu e l'architettura.
- Mount Abu - Popolare stazione collinare, famosa per il complesso templare del giainismo risalente all'XI secolo a Dilwara e per le bellezze naturali. La cima più alta dei Monti Aravalli del Rajasthan, Guru Shikhar, è a soli 15 km dalla città principale.
- Nathdwara - Questa città vicino a Udaipur ospita il famoso tempio di Shrinathji.
- Neemrana - Situata nel cuore del "Triangolo d'oro", Neemrana è quasi equidistante dai siti turistici di Delhi, Agra (India) e Jaipur.
- Pushkar - Ha il primo ed uno dei pochissimi templi dedicati al dio Brahmā funzionanti nel mondo.
- Ranakpur - Possiede il tempio omonimo del giainismo con numerosissime colonne e sculture in marmo.
- Sirohi - Famosa per le sue serie di complessi templari, tra cui il tempio giainista il quale è il primo monumento in marmo dell'intero Rajasthan.
- Ranthambore - Situata nei pressi di Sawai Madhopur. Questa città ospura lo storico forte di Ranthambore ed uno dei più grandi e maggiormente celebri parchi nazionale dell'India (il parco nazionale di Ranthambore).
- Il Parco nazionale di Sariska - Una riserva per le tigri situata nel distretto di Alwar.
- La regione di Shekhawati - Comprende piccole città come Mandawa e Ramgarh con haveli affrescate tra i 100 anni e i 300 anni fa, oltre al vulcano spento conosciuto come Dhosi Hill e risalente al periodo vedico.
- Udaipur (Rajasthan) - Conosciuta come la "Venezia dell'India".